# 性同一性障害者の性別の取扱いの特例に関する法律
性同一性障害者の性別の取扱いの特例に関する法律（せいどういつせいしょうがいしゃのせいべつのとりあつかいのとくれいにかんするほうりつ、平成15年7月16日法律第111号）は、性同一性障害者の性別の取扱いの変更に関する日本の法律である。
2003年（平成15年）7月10日に成立した。性同一性障害者のうち特定の要件を満たす者につき、家庭裁判所の審判により、法令上の性別の取扱いと、戸籍上の性別記載を変更できる（家事事件手続法第232条・別表第一）。施行は2004年（平成16年）7月16日。
通称として「性同一性障害特例法」や「性同一性障害者特例法」がある。

## 主務官庁
- 法務省民事局民事第二課

同省人権擁護局調査救済課および厚生労働省社会・援護局障害保健福祉部精神・障害保健課と連携して執行にあたる。

## 概要
性同一性障害を抱える者における社会生活上のさまざまな問題を解消するため、法令上の性別の取扱いの特例を定めたもの。
法的な性別は、現行では基本的には生物学的性別で決められるが、例外として、本法律の定める「性同一性障害者」で要件の満たす者について、他の性別に変わったものとみなすこととする。
第二条の定める定義による「性同一性障害者」が、第三条の定める要件を満たすとき、家庭裁判所に対して性別の取扱いの変更の審判を請求することができ、その許可により、除籍され戸籍上の性別の変更が認められる。

## 趣旨
本法律の提案の趣旨は以下のとおり。

## 解釈

### 第一条 趣旨
本法律が定めることを明らかにするもの。

### 第二条 定義
厳格に定義をし、性別の取扱いの変更という重大な効果を認める対象を明確にするもの。何らかの理由で性別の変更を望んでも、生物学的な性別と心理的な性別の不一致のない者は、性同一性障害者に該当しない。
「生物学的には性別が明らかである」は、性染色体や内性器、外性器の形状などにより、生物学的に男性または女性であることが明らかであることをいう。
「心理的にはそれとは別の性別であるとの持続的な確信」は、生物学的には女性である者が男性としての意識が、または生物学的には男性である者が女性としての意識が、単に一時的なものでなく、持続的にある状態のことを指す。
「確信」や「意思」を有することを要求する。統合失調症が原因で他の性別に属していると考える者などは、戸籍上の性別変更はできない。そのため、精神科医が、他の精神疾患により戸籍上の性別変更を求めていないかの鑑別および除外診断を戸籍上の性別変更を求める患者に対して行っている。
「その診断を的確に行うために必要な知識及び経験を有する二人以上の医師の一般に認められている医学的知見に基づき行う診断が一致している」は、適切かつ確実な診断がおこなわれることを確保するもの。
「一般に認められている医学的知見」は、世界保健機関が定めた国際疾患分類 ICD-10、米国精神医学会が定めた診断基準 DSM-IV-TR、日本精神神経学会の「性同一性障害に関する診断と治療のガイドライン (第3版)」がこれに当たると考えられる。
「医師」は、日本の医師法に基づき医師免許を持つ者を指す。

### 第三条 性別の取扱いの変更の審判
一 　十八歳以上であること。
民法では、満18歳が成年年齢とされている。また、法的性別の変更という重大な決定において、本人による慎重な判断を要すること等が考慮されたもの。未成年の場合にも、法定代理人の同意による補完は、個人の人格の基礎である性別における法的な変更には馴染まず、あくまで本人自身の判断が必要であることが考えられたもの。
二 　現に婚姻をしていないこと。
婚姻をしている性同一性障害者が性別を変更した場合、同性婚となり、現行法の秩序においては問題が生じてしまうためのもの。いわゆる事実婚、内縁はこの「婚姻」に当たらない。「現に」は、性別の取扱いの変更の審判の際、婚姻をしていないことをいう。 過去に婚姻をしていても、離婚等で解消されていれば、審判を請求することができる。
三 　現に未成年の子がいないこと。
性別の取扱いの変更の審判の際、未成年の子がいないことをいう。
審判を受けた者が後に養子縁組により子を持つことは可能。
四 　生殖腺がないこと又は生殖腺の機能を永続的に欠く状態にあること。
性別の取扱いの変更を認める以上、性ホルモンの作用による影響や、生物学的性別での生殖機能が残存し子が生まれた場合にさまざまな混乱や問題が生じるための要件。
「生殖腺がないこと」とは、生殖腺の除去、または何らかの原因で生殖腺がないことをいう。「生殖腺の機能」とは、生殖機能以外にも、ホルモン分泌機能を含めた生殖腺の働き全般をいう。
2023年（令和5年）10月25日に最高裁判所大法廷は、本件規定は憲法13条に違反すると判断した（詳細は後述）。
五 　その身体について他の性別に係る身体の性器に係る部分に近似する外観を備えていること。
公衆の場とくに公衆浴場などで社会的な混乱を生じないために考慮されたもの。
２項　前項の請求をするには、同項の性同一性障害者に係る前条の診断の結果並びに治療の経過及び結果その他の厚生労働省令で定める事項が記載された医師の診断書を提出しなければならない。

### 第四条 性別の取扱いの変更の審判を受けた者に関する法令上の取扱い
民法その他の法令の適用について、他の性別に変わったものとみなされる。変更後の性別として、婚姻や養子縁組などをすることも可能となる。
強姦罪の適用については、性別の取扱いの変更をし、女子と見なされた者は、強姦罪の客体たり得る。また、男子と見なされた者は強姦罪の主体たり得る。なお､2017年7月13日施行の改正刑法により強姦罪は強制性交等罪へと改正され､男女問わず本罪の主体・客体となりえるようになったため､性別変更に伴う主体・客体の変更はなくなった。
第2項は、性別の取扱いの変更の審判の効果は、不遡及であることを規定している。例えば過去に妻であった、夫であったなど、審判を受ける前に生じていた身分には影響を及ぼさない。
「法律に別段の定めがある場合」は、性別が変わったとみなすことが難しい可能性を否定できない、または審判の効果を遡及させるべき可能性を否定できないことから規定している。

## 性別の取扱いの変更
本法で定義する性同一性障害者で、以下すべての要件のいずれにも該当する者は、自身が申立人となり、住所地の家庭裁判所で性別の取扱いの変更の審判を受けることができる（第3条）。
1. 2人以上の医師により，性同一性障害であることが診断されていること。
2. 18歳以上であること。
3. 現に婚姻をしていないこと。
4. 現に未成年の子がいないこと。
5. 生殖腺がないこと又は生殖腺の機能を永続的に欠く状態にあること。（最高裁判所が違憲無効との判断を示している。）
6. その身体について他の性別に係る身体の性器に係る部分に近似する外観を備えていること。

請求をするには、同項の性同一性障害者に係る前条の診断の結果並びに治療の経過及び結果その他の厚生労働省令で定める事項が記載された医師の診断書を提出しなければならない。
必要なものは、申立書、標準的な申立添付書類（出生時から現在までのすべての戸籍謄本（全部事項証明書）、所定の事項の記載のある2人以上の医師による診断書）、収入印紙800円分、連絡用の郵便切手。

## 歴史

### 成立
日本国内において、性同一性障害の治療は、1964年（昭和39年）に、十分な診察を行わずに性別適合手術（当時は性転換手術と呼ばれた）を行った産婦人科医師が優生保護法違反に問われた「ブルーボーイ事件」以来、長らくタブー視されてきた。
医療技術の進歩により、性同一性障害に対して、ホルモン投与や性別適合手術を用いて当事者の精神的苦痛を軽減し、ジェンダー・アイデンティティに合わせて社会適応させることが可能となってきた。しかしながら、戸籍上の性別が出生時の身体的性別のままでは、公的な証明書を必要とする社会的局面において不都合を生じる。例えば、外見と性別記載が食い違っているために本人確認に問題を生じ選挙権を行使できなかったり、また差別を受けることもあった。
1996年（平成8年）、埼玉医科大学倫理委員会は、『「性転換治療の臨床的研究」に関する審議経過と答申』を発表した。同文書では、「当面は一定の診断基準と治療適応の判断に基づき、複数の専門家による対象の選定をおこない、しかるのちに、侵襲の比較的少ない精神療法、ホルモン療法をまず試み、学術的観点から性同一性障害に関する経験と知見を重ね、治療に関する体制を整備し、そのうえで、必要と判断した場合には十分な informed consent を得たうえで、手術療法も考慮に入れるべきである」とした。
国内で公式な性別適合手術を終えた性同一性障害の当事者を含む6人が2001年（平成13年）5月、戸籍中の続柄の記載に錯誤があり戸籍法113条の要件を満たすものとして、家庭裁判所に戸籍の訂正を申し立てる。しかし、裁判所は戸籍の記載に錯誤があるとは言えない点や、現行制度がかかる理由（事後的に生じた錯誤）による戸籍訂正を認めておらずこれを認めると各種の不都合が生じるといった点を指摘した上で、「立法により解決されるべきである」とし、申立てを却下してきた。
自由民主党は2000年（平成12年）9月に性同一性障害に関する勉強会を発足し、本法案を含む性同一性障害の法律的扱いについて検討してきたが、議員の中には、「おかまだか何だかわからないものを……」といった趣旨のことを言い立て、聞く耳をもたない人も少なからずいたという。結局、ほとんどの自由民主党の議員は、党内に議員立法の動きがあることを知らないばかりか、そもそも「性同一性障害」とは何かさえも理解していない、法的な性別変更など聞いたことも想像したこともないという状態だった。
一方、公明党では、2002年（平成14年）11月に浜四津敏子が性同一性障害者の性別変更をめぐる特別立法の必要性を参議院法務委員会で指摘し、政府から「真剣に検討をしていきたい」との答弁を引き出す。ほどなくして「浜四津私案」と呼ばれる公明党原案が作成され、特例法成立に向けて与党性同一性障害に関するプロジェクトチームですり合わせが行われていった。
参議院議員南野知惠子を座長、参議院議員浜四津敏子を座長代理とする与党性同一性障害に関するプロジェクトチームが中心となって本法案をまとめ、2003年（平成15年）月1日、参議院法務委員会に法案を提出、以降両院本会議でいずれも全会一致で可決、7月10日に成立する。
初の適用事例は、2004年（平成16年）7月28日に那覇家裁が下した沖縄県在住の20代の戸籍上男性を女性に変更する審判とされる。女性から男性への初の認容事例は、同年8月27日に東京家裁が下した東京都在住の30代の戸籍上女性を男性に変更する審判とみられる。

## 訴訟
戸籍上の性別変更を行うには「生殖不能要件」と「外観要件」（あわせて「手術要件」と呼ばれる）を満たす必要があるが、こうした法律上の手術要件が憲法に違反するかどうかが議論され、裁判によって争われている。

## 議論
「性別の変更を認めると、社会的に混乱するのではないか」という意見には、法的性別を変更する当事者は、すでに社会生活上も外見もその性別として移行しているので、戸籍上の性別がそのままでは、かえって社会的な不都合が生じる とする反論がある。
また、犯罪者が捜査の手を逃れるために使用する可能性については、性同一性障害の診察と診断、性別適合手術を受ける等、法的性別の変更が認められるまでには相当の長期間にわたって医療機関や裁判所と関わることが必要であり、身を隠す手段としては適当ではなく、当事者における法的な性別の変更は、外見や生活実態に適合させることになるので、むしろ追跡を容易にする として否定する意見がある。

## 課題

### 性別変更を巡る法律上の問題
性別変更に伴い発生する法律問題が残されているという指摘がある（判タ1204号 47頁等）。
- 婚姻した一方または双方が当事者の夫婦が第三者の子である未成年者を養子に取れるのか。（家庭裁判所の許可が必要なため）
- 養子縁組をしたパートナーの一方または双方が性別変更をし、離縁した後に婚姻できるか。（現行民法では禁止）
- 所得税法の寡婦控除、生活保護制度における特別加算金などのように、単に女性であるという理由のみをもって有利な取り扱いを認めている諸法令については、調整が必要であるにもかかわらず、そのための法改正が提案すらされていない。（特に所得税の条文は、納税者本人自身の性別を問うことなく「婚姻当時に夫がいた者」を優遇する文言である）

## 各国において
先進国の多くは、性同一性障害者の法的性別を訂正・変更する法律または判例がある。
ヨーロッパ
イギリスでは2004年に法律 “Gender Recognition Act 2004” を制定、スペインでは2007年に法律 “Ley de identidad de género” を制定、ドイツでは1980年に法律 “Gesetz über die Änderung der Vornamen und die Feststellung der Geschlechtszugehörigkeit in besonderen Fällen” (Transsexuellengesetz - TSG) を制定、イタリアでは1982年に法律 “Legge 14 aprile 1982, n. 164 – Norme in materia di rettificazione di attribuzione di sesso” を制定>、スウェーデンでは1972年に法律 “Lag (1972:119) om fastställande av könstillhörighet i vissa fall” を制定、オランダでは1985年に民法典に規定、トルコでは1988年に民法典に規定。
北米
アメリカでは多くの州で、カナダではほとんどの州で、州法によって法的性別の訂正を認めている。
オセアニア
南オーストラリア州では1988年に法律を制定、ニュージーランドでは1995年に登録法を改正。

## 与党 性同一性障害に関するプロジェクトチーム
与党 性同一性障害に関するプロジェクトチームメンバー、2003年（平成15年）当時
- 南野知惠子 - 座長（自由民主党･参議院）
- 馳浩（自由民主党･衆議院）
- 谷畑孝（自由民主党･衆議院）
- 市川一朗（自由民主党･参議院）
- 山下英利 - 事務局長（自由民主党･参議院）
- 江田康幸（公明党･衆議院）
- 荒木清寛（公明党･参議院）
- 浜四津敏子 - 座長代理（公明党･参議院）
- 松あきら（公明党･参議院）
- 江崎洋一郎（保守新党･衆議院）
- 山谷えり子（保守新党･衆議院）